# Liste des sites Ramsar au Vietnam
Cet article recense les zones humides du Viêt Nam concernées par la convention de Ramsar.

## Statistiques
La convention de Ramsar est entrée en vigueur au Vietnam le 20 janvier 1989.
En janvier 2020, le pays compte 9 sites Ramsar, couvrant une superficie de 1 205,49 km2.

## Liste
| Site                                                             | Province        | Notes                                     | Date              | Superficie (km²) | Altitude (m) | Identifiant Ramsar | Identifiant WDPA | Coordonnées                        | Photo |
| ---------------------------------------------------------------- | --------------- | ----------------------------------------- | ----------------- | ---------------- | ------------ | ------------------ | ---------------- | ---------------------------------- | ----- |
| Réserve naturelle de zone humide de Xuan Thuy                    | Nam Định        |                                           | 20 septembre 1988 | 120,00           | 0 - 3        | 409                | 166887           | 20° 10′ 01″ nord, 106° 19′ 59″ est |       |
| Zones humides et plaine d'inondation saisonnière de Bàu Sấu (vi) | Đồng Nai        | Compris dans le parc national de Cat Tien | 4 août 2005       | 137,59           | 100 - 150    | 1499               | 902735           | 11° 28′ 01″ nord, 107° 22′ 59″ est |       |
| Parc national de Ba Bể                                           | Bắc Kạn         |                                           | 2 février 2011    | 100,48           | 150 - 1 098  | 1938               | 555542724        | 22° 24′ nord, 105° 36′ est         |       |
| Parc national de Tràm Chim (en)                                  | Đồng Tháp       |                                           | 2 février 2012    | 73,13            | 1            | 2000               | 555543096        | 10° 42′ 50″ nord, 105° 30′ 11″ est |       |
| Parc national de Mũi Cà Mau                                      | Cà Mau          |                                           | 12 décembre 2013  | 418,62           | 0 - 2        | 2088               | 555555595        | 8° 40′ 59″ nord, 104° 47′ 31″ est  |       |
| Parc national de Con Dao                                         | Bà Rịa-Vũng Tàu |                                           | 18 juin 2013      | 199,91           | -35 - 577    | 2203               | 555592568        | 8° 42′ 22″ nord, 106° 38′ 10″ est  |       |
| Réserve de zone humide de Láng Sen (en)                          | Long An         |                                           | 22 mai 2015       | 48,02            | 0 - 1        | 2227               | 555626103        | 10° 46′ 44″ nord, 105° 44′ 20″ est |       |
| Parc national d'U Minh Thượng (vi)                               | Kiên Giang      |                                           | 30 avril 2015     | 80,38            | 1 - 2        | 2228               | 555626104        | 9° 35′ 38″ nord, 105° 05′ 42″ est  |       |
| Réserve naturelle de la zone humide de Vân Long                  | Ninh Bình       |                                           | 10 février 2017   | 27,36            | 50 - 428     | 2360               |                  | 20° 23′ 35″ nord, 105° 51′ 11″ est |       |